# 사라고사 전투
사라고사 전투(스페인어:Zaragoza)는 1710년 8월 20일에 발발한 스페인 왕위 계승 전쟁의 전투 중 하나이다.

## 서막
1710년 7월 27일 스페인 군대는 알메나라 전투의 패배로 고통받고 있었다. 그들은 카탈로니아를 떠나 아라곤 왕국의 수도로 물러나야했다. 스페인군 사령관 바이 후작은 그의 군대를 에브로(Ebro)강(그의 왼쪽에 위치)과 테레로(Torrero) 고지대(그의 오른쪽에 위치) 사이에 배치하였다.
8월 15일, 동맹군 기병대의 공격이 성공적으로 격퇴당하였고, 5일간 소규모 접전이 계속되었다.
8월 19일, 동맹군 군대가 에브로강을 아무런 저항없이 건너고 밤중에 진형을 배치할 수 있었다.

## 전투
동맹군 좌익은 아탈라야(Atalaya) 휘하의 카탈라루냐인과 네덜란드 부대로 구성되어 있었다. 스태너프(Stanhope)가 지휘하던 우익은 영국과 오스트리아 군세로 구성되어 있었다. 슈타렘베르크가 담당한 중앙은 주로 독일군으로 구성되어 있었다.
8월 20일 아침 8시부터 서로간의 대포 사격을 시작으로 12시까지 보병전이 계속 진행되었다. 오후쯤, 전투는 알메나라 전투보다 조금 더하거나 조금 덜한 차이만 있을 뿐 거의 비슷하게 반복되었다. 스페인군의 기병공격은 효과적이었고, 거의 성공하였으나 동맹군 군대는 완강하게 견디어냈다.
그리고 영국과 오스트리아 보병대는 반격에 성공하였고, 스페인 군세는 반격을 받아 물러났다. 수천명의 병사가 전사하거나 포로로 잡혔고, 펠리페 5세는 일반 병사로 변장하고 지역 제분업자의 도움을 받아, 간신히 도망칠 수 있었다.

## 영향
카를 대공은 다음날 사라고사에 들어갈 수 있었다.
스페인군은 완패했고, 마드리드로 가는 길이 열렸다. 펠리페 5세는 9월 9일 마드리드를 포기하고 바야돌리드(Valladolid)로 향했다.
카를 대공은 아주 적대적이고, 거의 비어있는 것이나 마찬가지인 마드리드에 9월 28일 입성했다. 카를 대공은 "이 도시는 사막이다."라고 말하였다.
1710년 겨울, 카를 대공과 동맹군 군대는 브리우에가(Brihuega)와 비야비시오사(Villaviciosa)에서의 결정적인 패배로 인해 마드리드를 포기할 수밖에 없었다.